# Osgood Perkins
James Ripley Osgood Perkins (* 16. Mai 1892 in West Newton, Massachusetts; † 21. September 1937 in Washington, D.C.) war ein US-amerikanischer Schauspieler.

## Leben und Werk
Osgood Perkins trat ab den 1920er Jahren am Broadway als Schauspieler in Erscheinung, wo er bis zu seinem Tode in rund zwei Dutzend Stücken spielte. 1928 übernahm er am Times Square Theatre die Hauptrolle des Walter Burns in der Uraufführung des Erfolgsstücks The Front Page, welches später mehrmals verfilmt wurde. Parallel trat er auch in verschiedenen Filmproduktionen auf, wobei er in Hollywood im Gegensatz zum Broadway meist nur Nebenrollen spielte. Seine heute noch bekannteste Darstellung bot er 1932 in Howard Hawks’ Filmklassiker Scarface als Gangsterboss Johnny Lovo.
Osgood Perkins verstarb 1937 im Alter von 45 Jahren an einem Herzinfarkt. Aus seiner 1922 geschlossenen Ehe mit Janet Esselstyn Rane ging ein Sohn, der Schauspieler Anthony Perkins, hervor. Sein Enkel Oz Perkins ist ebenfalls schauspielerisch tätig. Ein weiterer Enkel ist der Musiker Elvis Perkins.

## Filmografie (Auswahl)
- 1922: The Cradle Buster
- 1923: Second Fiddle
- 1923: Puritan Passions
- 1924: Grit
- 1925: Wild, Wild Susan
- 1926: Love 'Em and Leave 'Em
- 1927: High Hat
- 1927: Knockout Reilly
- 1929: Syncopation
- 1929: Mother's Boy
- 1931: Tarnished Lady
- 1932: Scarface
- 1934: Madame Dubarry (Madame Du Barry)
- 1934: Kansas City Princess
- 1934: The President Vanishes
- 1934: Secret of the Chateau
- 1935: I Dream Too Much
- 1936: Gold Diggers of 1937
- 1937: Ein Stern geht auf (A Star Is Born)

## Theater (Auswahl)
- 1924–1925: Beggar on Horseback
- 1925: Weak Sisters
- 1926: The Masque of Venice
- 1926: Pomeroy's Past
- 1926–1927: Loose Ankles
- 1926: Say It With Flowers
- 1927: Spread Eagle
- 1927: Women Go On Forever
- 1928: Salvation
- 1928–1929: The Front Page
- 1930: Uncle Vanya
- 1931: Tomorrow and Tomorrow
- 1931: The Wiser They Are
- 1932: Wild Waves
- 1932: Foreign Affairs
- 1932: A Thousand Summers
- 1932: Chrysalis
- 1932–1933: Goodbye Again
- 1933–1934: The School for Husbands
- 1935: Point Valaine
- 1935: Ceiling Zero
- 1935: On Stage
- 1936: End of Summer